# عمليات تكنولوجيا المعلومات
عمليات تكنولوجيا المعلومات أو عمليات IT هس مجموعة من العمليات والخدمات التي ينفّذها المختصون بتقنية المعلومات للعملاء سواء كانوا من داخل العمل أو خارجه، كما يستخدم هؤلاء العمليات والخدمات أنفسهم لتنفيذ الأعمال الخاصة.
يختلف تعريف عمليات تكنولوجيا المعلومات من قطاعات صناعة المعلومات، حيث تنشئ المؤسسات التجارية تعريف مخصص لتلك العمليات والخدمات بهدف تسويق منتجاتها.
غالباً تشمل هذه العمليات الإدارة والتصوّر والتخطيط والتصميم والتنفيذ وبناء والنشر والتوزيع والتحقق والتثبيت والتنفيذ والصيانة.

## روابط خارجية
- ITOperationsAnalytics.net: What is IT Operations